# Christian Gessner
Christian Gessner (* 16. Juni 1968 in Gera) ist ein ehemaliger deutscher Schwimmer und Olympiateilnehmer. Der 1,92 m große und 84 kg schwere Athlet startete für den SC Turbine Erfurt und den TSV Erfurt.

## Internationale Karriere
Gessner nahm 1987 an den Europameisterschaften in Straßburg teil. Dort wurde er Achter über 400 Meter Lagen. Zwei Jahre später bei den Europameisterschaften 1989 in Bonn siegte über 400 Meter Lagen der Ungar Tamás Darnyi vor Patrick Kühl aus der DDR und dem Italiener Stefano Battistelli. 0,58 Sekunden hinter dem Italiener schlug Gessner als Vierter an.
Gessners Erfolgsjahr war das Jahr 1991. Bei den Weltmeisterschaften im Januar in Perth belegte er den sechsten Platz über 400 Meter Lagen. Über 200 m Lagen gewann er in 2:02,36 Minuten Bronze hinter Tamás Darnyi, der in der Weltrekordzeit von 1:59,36 Minuten Gold gewann, und dem Amerikaner Eric Namesnik 2:01,87 Minuten. Bei den Europameisterschaften, die im gleichen Jahr in Athen stattfanden, holte er sich zwei Einzelmedaillen. Über 400 Meter Lagen wurde er in 4:19,16 Minuten Dritter hinter dem Italiener Luca Sacchi 4:17,81 Minuten und Patrick Kühl in 4:17,85 Minuten. Vier Tage später wurde Gessner über 200 Meter Lagen in 2:02,66 Minuten Zweiter hinter dem Dänen Lars Sørensen in 2:02,63 Minuten und vor Luca Sacchi in 2:02,93 Minuten.
Bei den Olympischen Spielen 1992 in Barcelona stellte Gessner auf beiden Lagenstrecken persönliche Bestzeiten auf. Dennoch reichte es nur für zwei fünfte Plätze. Über 400 Meter Lagen war Gessner in 4:17,88 Minuten gut anderthalb Sekunden von einer Medaille entfernt; Tamás Darnyi holte sich in der olympischen Rekordzeit von 4:14,23 Minuten Gold. Über 200 Meter Lagen schwamm Gessner 2:01,97 Minuten. Für eine Medaille hätte er unter 2:01 Minuten schwimmen müssen; Olympiasieger wurde auch hier Tamás Darnyi in 2:00,76 Minuten.

## Deutsche Meisterschaften
Gessner konnte sich mehrfach bei Meisterschaften platzieren:
- 200 Meter Lagen
  - DDR: 1985 Platz 3, 1987 Platz 3, 1988 Vizemeister, 1989 Platz 3, 1990 Vizemeister hinter Raik Hannemann[8]
  - Bundesrepublik Deutschland: 1990 und 1991 jeweils Vizemeister, 1992 MEISTER[9]
- 400 Meter Lagen
  - DDR: 1986 Platz 3, 1987, 1988, 1989 und 1990 jeweils Vizemeister hinter Patrick Kühl[10]
  - Bundesrepublik Deutschland: 1990, 1991 und 1992 jeweils Vizemeister hinter Patrick Kühl[11]

## Nach dem Sport
Gessner schloss 1998 sein Medizinstudium an der Friedrich-Schiller-Universität Jena ab und promovierte 2001. Er spezialisierte sich als Orthopäde auf Sportmedizin. Als Arzt war er in Kliniken in Weimar und Erfurt tätig.